# یوتا میشیما
یوتا میشیما (انگلیسی: Yuta Mishima؛ زادهٔ ۱۰ مهٔ ۱۹۹۴) بازیکن فوتبال اهل ژاپن است.
از باشگاه‌هایی که در آن بازی کرده‌است می‌توان به باشگاه فوتبال آویسپا فوکوئوکا اشاره کرد.